# Juan José Morosoli
Juan José Morosoli Porrini (Minas, 1899–1957) était un écrivain  uruguayen du XXe siècle. 

## Biographie
Né à Minas, en Uruguay. Il était un autodidacte. Il est considéré comme l'un des principaux auteurs uruguayens du XXe siècle.
Morosoli a également travaillé comme rédacteur dans certains journaux nationaux.

## Œuvres
- Balbuceos (poèmes, 1925)
- Bajo la misma sombra (poèmes, 1928)
- Los juegos (poèmes, 1928)
- Hombres (nouvelle, 1932)
- Los albañiles de "Los Tapes" (nouvelle, 1936)
- Hombres (deuxième édition, avec des changements, 1943)
- Hombres y mujeres (nouvelle, 1944)
- Perico (nouvelle)
- Muchachos (nouvelle, 1950)
- Vivientes (nouvelle, 1953)
- Tierra y tiempo (1959, posthume)
- El viaje hacia el mar (1962, posthume)